# Pol Espargaró
Ne pas confondre avec Aleix Espargaró, son frère aîné, également pilote de vitesse moto.
Espargaró  Villà est un nom espagnol. Le premier nom de famille, en général paternel, est Espargaró ; le second, en général maternel, souvent omis, est Villà.
Pol Espargaró Villà, né le 10 juin 1991 à Granollers, est un pilote de vitesse moto participant actuellement au Championnat du monde de vitesse moto. Il est double vainqueur des 8 Heures de Suzuka en 2015 et 2016
Le 27 octobre 2013, Pol Espargaró est sacré champion du monde de Moto2. En 2014, il court en MotoGP dans l'équipe Monster Yamaha Tech 3 aux côtés de Bradley Smith. En 2017, il rejoint Red Bull KTM pour leurs débuts en MotoGP toujours avec Bradley Smith, le 18 novembre 2018, il signe le premier podium de KTM lors du Grand Prix de Valence
Pour la saison 2021, l'espagnol quitte le team KTM pour rejoindre le team Repsol - Honda de son compatriote Marc Márquez.
En 2023, l'Espagnol retourne sur une KTM dans le team GASGAS Factory Racing Tech3 au côté d'Augusto Fernández.

## Carrière

### 2006-2010:125cm3
Pol Espargaro fait son entrée dans le championnat d’Espagne 125cc en 2005, juste après le titre remporté par son frère Aleix. Le benjamin semble avoir hérité du même talent puisqu’il monte sur le podium dès la deuxième course du championnat. Un podium qu’il visitera à deux autres reprises pour sa première saison avec la cinquième place finale du championnat.

### 2011-2013: Moto2
Début en championnat du monde
La même année, Pol Espargaró fait ses débuts en tant que wildcard devant son public lors du Grand Prix de Catalogne 2006, atteignant une belle 13e position. Grâce à cela, il devient le plus jeune pilote à marquer des points dans un Grand Prix, à l’âge de 15 ans et 8 jours. Cela lui permettra d’être appelé à participer aux dernières étapes de la saison du championnat du monde pour piloter une Derbi à la place d’Andrea Iannone, blessé. Sur les six courses, Pol marque trois fois avec comme meilleur résultat une place de sixième dans la dernière course de l’année à Valence.
À plein temps
2007, Une participation à plein temps dans le championnat du monde 125cc était la suite logique pour le jeune talent espagnol, marquant des points sept fois consécutives avec deux résultats parmi les cinq premiers lors de ses dix premières courses. Le point culminant de la saison survient au Grand Prix du Portugal quand Espargaró décroche son premier podium en Grand Prix après une course passionnante.
Il rééditera cette 9e place au championnat en 2008, grâce cette fois à trois podiums dont deux après s’être attribué la pole position.
Vainqueur de course
En 2009, le Catalan Pol remporte le Grand Prix d’Indianapolis, battant le Britannique Bradley Smith de seulement 0,120 seconde. Il ne faudra pas longtemps pour qu'Espargaró monte à nouveau sur la plus haute marche du podium, remportant également le Grand Prix du Portugal, théâtre de son premier podium en GP, deux courses plus tard. Trois podiums supplémentaires au cours de l’année et le fait de ne jamais terminer une course en dessous de la dixième place permettent à Espargaró de prendre la quatrième place du classement général.
Comme les années précédentes, 2010 voit Espargaró franchir une nouvelle étape dans ce qui sera sa dernière année dans la catégorie d’entrée des GP. Une quatrième place lors de la première course de l’année est suivie de deux victoires consécutives en Espagne et en France et de quatre podiums consécutifs. Espargaró passe le reste de la saison à se battre avec Nico Terol et Marc Márquez pour la couronne en 125cc, manquant le titre de seulement 29 points à la fin de la saison remportée par son actuel coéquipier.
Pour 2011, Pol Espargaró passe à la toute nouvelle catégorie Moto2 au guidon d’une FTR Honda du team Speed Up et affiche une croissance constante au cours de la saison après un départ difficile. Indianapolis est à nouveau une course spéciale pour le pilote né à Granollers puisqu’il monte pour la première fois sur le podium en Moto2 grâce à une excellente deuxième place. Terminant la saison avec 75 points, Pol rejoint l’équipe à succès de Sito Pons pour la saison suivante.
2012, Obtenant sa première victoire dès la deuxième course de la saison, Pol Espargaró est un prétendant au titre dès le départ. Son ancien partenaire d’entraînement, Marc Márquez, est son principal rival et le duo se dispute les victoires pendant la majorité de la saison. Ce sera finalement Marc qui remporte le match, Espargaró terminant la saison au deuxième rang grâce à quatre victoires et six autres podiums. L’année a été pleine de courses serrées et de dures batailles entre les deux prétendants au championnat.
À l’entame de 2013, il est clair que Pol sera l’homme à battre en Moto2 alors qu’il continue dans la même structure.
Titre en poche En 2013, Pol Espargaró a remporté le championnat Moto2 devant Scott Redding.
Une victoire lors de la première course de l’année au Qatar crée des conditions parfaites en vue du titre pour Pol Espargaró, mais il lui faudra attendre la sixième manche de la saison pour remonter sur la plus haute marche du podium. Tout au long du début et du milieu du championnat, le Britannique Scott Redding est le seul à constamment défier Espargaró, mais une fois que l’Espagnol trouve son rythme, il peut augmenter régulièrement son avantage en points. Six victoires permettent à Espargaró d’amasser 40 points de plus que Redding, et le titre mondial 2013 lui vaut une place dans la catégorie MotoGP avec Yamaha sur une moto satellite du team Tech3.

### 2014-2016: Début en MotoGP avec Yamaha Tech3
Rookie de l’année, une fois de plus
2014, Les débuts de Pol dans la catégorie reine suivent un schéma similaire à ses débuts dans la catégorie précédente : une progression constante et une régularité tout au long de l’année. Un abandon dans la course d’ouverture est rapidement mis derrière lui alors que Pol enchaîne six classements consécutifs dans le top dix, dont une remarquable quatrième place au GP de France. Bien qu’il n’y aura finalement pas de podium lors de sa première année, Pol n’a jamais terminé une course en dessous de la neuvième place et a terminé l’année en tant que Rookie of the Year et premier pilote satellite.
Roi de la régularité
2015 et 2016 présentent un schéma similaire à sa première année en MotoGP, Pol ne terminant que deux courses sur les 35 qu’il a disputées en dehors du top dix chez Tech3 ! Lui et son coéquipier, Bradley Smith, se sont régulièrement battus sur la piste, Espargaró prenant le dessus en 2016, finissant à la huitième place du classement général. Une quatrième place en course restera son meilleur résultat chez Yamaha, même si l’Espagnol s’est rapproché du podium à plusieurs reprises.
8 heures de Suzuka
Au cours des saisons 2015 et 2016, Espargaró a également participé à la légendaire course des 8 heures de Suzuka. Malgré une expérience plus que limitée des courses Superbike et Endurance, Espargaró s’est immédiatement adapté à ces nouvelles circonstances, inscrivant en 2015 un nouveau record du tour en 2’06.000 pour partir de la pole position. Ses coéquipiers et lui remporteront les éditions 2015 et 2016 des courses japonaises, devenant ainsi le deuxième pilote espagnol à terminer sur la plus haute marche des 8 Heures.

### 2017-2020: Années chez KTM
Il rejoint l'équipe Red Bull KTM en 2017 au même titre que son binôme Bradley Smith, au guidon de la KTM RC16. Il continue avec l'équipe en 2018.
Pour la saison 2019, il est toujours au sein de l'équipe Red Bull KTM, mais son coéquipier devient Johann Zarco.
Lors du grand prix de France au Mans, l'espagnol réussi une prouesse avec une KTM en plein développement. Il termine la course à la sixième place à moins de six secondes du premier, Marc Márquez.
L'Espagnol réalise une nouvelle prouesse lors du grand prix de Saint-Marin. En effet, il obtient la deuxième place lors des qualifications et place donc la machine autrichienne sur la première ligne.
Monsieur podium
Malgré le début difficile de la saison 2020 en raison de la pandémie de la Covid-19, Pol Espargaró reste fort, largement aidé par une toute nouvelle RC16 plus légère et plus facilement réglable. Après une pole position, un tour le plus rapide et un dernier virage en lutte pour la victoire au GP de Styrie, le fer de lance de KTM Factory monte sur le podium pour la première fois depuis 2018. Ce demi-succès laisse toutefois un goût amer au Catalan qui a dû abandonner les premières victoires de la firme de Mattighofen à Brad Binder à Brno puis à Miguel Oliveira en Autriche. Malgré cela, Il n’aurait pas à attendre longtemps son prochain podium qui intervient deux courses plus tard, à Misano, avec encore une troisième place. Après avoir terminé deux fois sur le podium lors des sept premières courses, 2020 était déjà à la saison la plus compétitive de Pol dans la catégorie MotoGP, mais trois autres podiums, dont une autre pole à Valence, permettent de positionner le pilote de 29 ans jusqu’à la cinquième place du championnat.
Après trois ans consacrés au développement de la KTM, Pol Espargaró décide de relever un nouveau défi et rejoint l’équipe Repsol Honda Team pour 2021. Il y retrouvera Marc Márquez, le coéquipier de ses débuts en 2004… Cette période n'est cependant pas couronnée de succès puisque Pol Espargaró n'obtient qu'une pole position et 2 podiums en 2 ans.

### 2023 -: Retour chez Tech3
Pour les saisons 2023 et 2024, Pol Espargaró revient dans le groupe KTM au sein de l'équipe Tech3. Cette officialisation est complétée par l'annonce de l'arrivée du constructeur GASGAS dans la catégorie MotoGP. L'équipe française Tech3 devient l'équipe usine de la marque espagnole même si les motos restent des KTM RC16. Au terme d'une saison 2023 contrastée, marquée par une longue absence à la suite de plusieurs blessures, il est finalement remplacé par Pedro Acosta pour la saison 2024.

## Famille
Pol est le frère cadet d'Aleix Espargaró qui est pilote dans la catégorie MotoGP.

## Statistiques par années

### Par année
(Mise à jour après le Grand Prix moto solidaire de Barcelone 2024)
| Saison | Catégories | Moto    | Courses | Victoires | Podiums | Pole positions | Meilleurs Tours | Points | Classement |
| ------ | ---------- | ------- | ------- | --------- | ------- | -------------- | --------------- | ------ | ---------- |
| 2006   | 125 cm3    | Derbi   | 7       | 0         | 0       | 0              | 0               | 19     | 20e        |
| 2007   | 125 cm3    | Aprilia | 17      | 0         | 1       | 0              | 0               | 110    | 9e         |
| 2008   | 125 cm3    | Derbi   | 14      | 0         | 3       | 2              | 1               | 124    | 9e         |
| 2009   | 125 cm3    | Derbi   | 16      | 2         | 5       | 1              | 1               | 174,5  | 4e         |
| 2010   | 125 cm3    | Derbi   | 17      | 3         | 12      | 0              | 3               | 281    | 3e         |
| 2011   | Moto2      | FTR     | 17      | 0         | 2       | 0              | 1               | 75     | 13e        |
| 2012   | Moto2      | Kalex   | 17      | 4         | 11      | 8              | 5               | 268    | 2e         |
| 2013   | Moto2      | Kalex   | 17      | 6         | 10      | 6              | 4               | 265    | 1re        |
| 2014   | MotoGP     | Yamaha  | 18      | 0         | 0       | 0              | 0               | 136    | 6e         |
| 2015   | MotoGP     | Yamaha  | 18      | 0         | 0       | 0              | 0               | 114    | 9e         |
| 2016   | MotoGP     | Yamaha  | 17      | 0         | 0       | 0              | 0               | 134    | 8e         |
| 2017   | MotoGP     | KTM     | 18      | 0         | 0       | 0              | 0               | 55     | 17e        |
| 2018   | MotoGP     | KTM     | 16      | 0         | 1       | 0              | 0               | 51     | 14e        |
| 2019   | MotoGP     | KTM     | 18      | 0         | 0       | 0              | 0               | 100    | 11e        |
| 2020   | MotoGP     | KTM     | 14      | 0         | 5       | 2              | 1               | 135    | 5e         |
| 2021   | MotoGP     | Honda   | 17      | 0         | 1       | 1              | 0               | 100    | 12e        |
| 2022   | MotoGP     | Honda   | 19      | 0         | 1       | 0              | 0               | 56     | 16e        |
| 2023   | MotoGP     | KTM     | 12      | 0         | 0       | 0              | 0               | 15     | 23e        |
| 2024   | MotoGP     | KTM     | 3       | 0         | 0       | 0              | 0               | 12     | 22e        |
|        |            |         | 291     | 15        | 52      | 20             | 16              | 2225,5 |            |

- Saison en cours

### Par catégorie
(Mise à jour après le Grand Prix moto solidaire de Barcelone 2024)
| Catégorie | Année     | 1er GP   | 1er Podium | 1re Victoire | Courses | Victoires | Podiums | Pole | M.tours¹ | Points | Titres |
| --------- | --------- | -------- | ---------- | ------------ | ------- | --------- | ------- | ---- | -------- | ------ | ------ |
| 125 cm3   | 2006-2010 | CAT 2006 | POR 2007   | IND 2009     | 71      | 5         | 21      | 3    | 5        | 708,5  | 0      |
| Moto2     | 2011-2013 | QAT 2011 | IND 2011   | ESP 2012     | 51      | 10        | 23      | 14   | 10       | 609    | 1      |
| MotoGP    | 2014-     | QAT 2014 | VAL 2018   |              | 169     | 0         | 8       | 3    | 1        | 908    | 0      |
| Total     | 2006-     |          |            |              | 291     | 15        | 52      | 20   | 16       | 2225,5 | 1      |

### Résultats détaillés
| Saison | Catégorie | Moto    | 1       | 2       | 3       | 4       | 5       | 6       | 7       | 8       | 9       | 10      | 11      | 12      | 13      | 14      | 15      | 16      | 17      | 18      | 19     | 20      | Points | Position |
| ------ | --------- | ------- | ------- | ------- | ------- | ------- | ------- | ------- | ------- | ------- | ------- | ------- | ------- | ------- | ------- | ------- | ------- | ------- | ------- | ------- | ------ | ------- | ------ | -------- |
| 2006   | 125 cm3   | Derbi   | SPA     | QAT     | TUR     | CHN     | FRA     | ITA     | CAT 13  | NED     | GBR     | GER     | CZE Ab. | MAL 14  | AUS 16  | JPN 19  | POR 12  | VAL 6   |         |         |        |         | 19     | 20e      |
| 2007   | 125 cm3   | Aprilia | QAT 7   | SPA 14  | TUR 11  | CHN 9   | FRA 11  | ITA 9   | CAT 5   | GBR Ab. | NED 11  | GER Ab. | CZE 6   | RSM 5   | POR 3   | JPN Ab. | AUS 11  | MAL Ab. | VAL 10  |         |        |         | 110    | 9e       |
| 2008   | 125 cm3   | Derbi   | QAT 8   | SPA 14  | POR 13  | CHN 4   | FRA 4   | ITA 3   | CAT 2   | GBR DNS | NED     | GER 17  | CZE 8   | RSM Ab. | IND 2   | JPN Ab. | AUS 5   | MAL 6   | VAL DNS |         |        |         | 124    | 9e       |
| 2009   | 125 cm3   | Derbi   | QAT 4   | JPN 3   | SPA 7   | FRA Ab. | ITA 4   | CAT Ab. | NED 9   | GER 5   | GBR 10  | CZE 5   | IND 1   | RSM Ab. | POR 1   | AUS 4   | MAL 3   | VAL 3   |         |         |        |         | 174,5  | 4e       |
| 2010   | 125 cm3   | Derbi   | QAT 4   | SPA 1   | FRA 1   | ITA 3   | GBR 2   | NED 3   | CAT 3   | GER Ab. | CZE 2   | IND 3   | RSM 6   | ARA 1   | JPN 4   | MAL 2   | AUS 2   | POR 10  | VAL 2   |         |        |         | 281    | 3e       |
| 2011   | Moto2     | FTR     | QAT 22  | SPA 20  | POR 6   | FRA 13  | CAT 16  | GBR Ab. | NED Ab. | ITA 28  | GER 13  | CZE 16  | IND 2   | RSM 9   | ARA 14  | JPN 15  | AUS 5   | MAL 3   | VAL 14  |         |        |         | 75     | 13e      |
| 2012   | Moto2     | Kalex   | QAT 3   | SPA 1   | POR 2   | FRA 6   | CAT Ab. | GBR 1   | NED Ab. | GER 4   | ITA 2   | IND 2   | CZE 3   | RSM 2   | ARA 1   | JAP 2   | MAL 10  | AUS 1   | VAL 8   |         |        |         | 269    | 2e       |
| 2013   | Moto2     | Kalex   | QAT 1   | AME Ab. | ESP 3   | FRA 19  | ITA 4   | CAT 1   | NED 1   | ALL 3   | IND 4   | CZE 4   | GBR 8   | RSM 1   | ARA 3   | MAL 2   | AUS 1   | JAP 1   | VAL 29  |         |        |         | 265    | 1re      |
| 2014   | MotoGP    | Yamaha  | QAT Ab. | AME 6   | ARG 8   | SPA 9   | FRA 4   | ITA 5   | CAT 7   | NED Ab. | GER 7   | IND 5   | CZE Ab. | GBR 6   | RSM 6   | ARA 6   | JAP 8   | AUS Ab. | MAL 6   | VAL 6   |        |         | 136    | 6e       |
| 2015   | MotoGP    | Yamaha  | QAT 9   | AME Ab. | ARG 8   | SPA 5   | FRA 7   | ITA 6   | CAT Ab. | NED 5   | GER 8   | IND 7   | CZE 8   | GBR Ab. | RSM Ab. | ARA 9   | JAP Ab. | AUS 8   | MAL 9   | VAL 5   |        |         | 114    | 9e       |
| 2016   | MotoGP    | Yamaha  | QAT 7   | ARG 6   | AME 7   | SPA 8   | FRA 5   | ITA 15  | CAT 5   | NED 4   | GER Ab. | AUT 10  | CZE 13  | GBR DNS | RSM 9   | ARA 8   | JAP 6   | AUS 5   | MAL 9   | VAL 6   |        |         | 134    | 8e       |
| 2017   | MotoGP    | KTM     | QAT 16  | ARG 14  | AME Ab. | SPA Ab. | FRA 12  | ITA Ab. | CAT 18  | NED 11  | GER 13  | CZE 9   | AUT Ab. | GBR 11  | RSM 11  | ARA 10  | JAP 11  | AUS 9   | MAL 10  | VAL Ab. |        |         | 55     | 17e      |
| 2018   | MotoGP    | KTM     | QAT Ab. | ARG 11  | AME 13  | SPA 11  | FRA 11  | ITA 11  | CAT 11  | NED 12  | GER Ab. | CZE DNS | AUT -   | GBR -   | RSM Ab. | ARA DNS | THA 21  | JAP 13  | AUS Ab. | MAL Ab. | VAL 3  |         | 51     | 14e      |
| 2019   | MotoGP    | KTM     | QAT 12  | ARG 10  | AME 8   | SPA 13  | FRA 6   | ITA 9   | CAT 7   | NED 11  | GER 12  | CZE 11  | AUT Ab. | GBR 9   | RSM 7   | ARA DNS | THA 13  | JAP 11  | AUS 12  | MAL 11  | VAL 10 |         | 100    | 11e      |
| 2020   | MotoGP    | KTM     | SPA 6   | ANC 7   | CZE Ab. | AUT Ab. | STY 3   | RSM 10  | EMR 3   | CAT Ab. | FRA 3   | ARA 12  | TER 4   | EUR 3   | VAL 3   | POR 4   |         |         |         |         |        |         | 135    | 5e       |
| 2021   | MotoGP    | Honda   | QAT 8   | DOA 13  | POR Ab. | ESP 10  | FRA 8   | ITA 12  | CAT Ab. | GER 10  | NED 10  | STY 16  | AUT 16  | GBR 5   | ARA 13  | RSM 7   | AME 10  | EMR 2   | ALG 6   | VAL DNS |        |         | 100    | 12e      |
| 2022   | MotoGP    | Honda   | QAT 3   | INA 12  | ARG Ab. | AME 13  | POR 9   | SPA 11  | FRA 11  | ITA Ab. | CAT 17  | ALL Ab. | NED DNS | GBR 14  | AUT 16  | RSM Ab. | ARA 15  | JAP 12  | THA 14  | AUS 11  | MAL 14 | VAL Ab. | 56     | 16e      |
| 2023   | MotoGP    | KTM     | POR DNS | ARG     | AME     | ESP     | FRA     | ITA     | ALL     | NED     | GBR 12  | AUT 166 | CAT Ab. | RSM Ab. | IND 13  | JPN 15  | INA Ab. | AUS 18  | THA 18  | MAL 15  | QAT 18 | VAL 14  | 15     | 23e      |
| 2024   | MotoGP    | KTM     | QAT     | POR     | AME     | ESP     | FRA     | CAT     | ITA 17  | NED     | ALL     | GBR     | AUT 119 | ARA     | RSM 10  | EMI     | INA     | JPN     | AUS     | THA     | MAL    | SLD     | 12     | 23e      |

*Saison en cours

## Palmarès
(Mise à jour après le  Grand Prix solidaire de Barcelone 2024)
- 1 titre de champion du monde (1 en Moto2 en 2013).
- 1 place de 2e en championnat du monde en 2012 (Moto2).
- 1 place de 3e en championnat du monde en 2010 (125 cm3).
- 291 départs.
- 15 victoires (10 en Moto2 / 5 en 125 cm3).
- 14 deuxièmes place.
- 22 troisièmes place.
- 20 pole positions (3 en MotoGP / 14 en Moto2 / 3 en 125 cm3).
- 52 podiums (8 en MotoGP / 23 en Moto2 / 21 en 125 cm3).
- 16 meilleurs tours en course.

### Victoires en125cm3: 5
| Année | Lieu du Grand Prix             | Circuit                     | Ville                |
| ----- | ------------------------------ | --------------------------- | -------------------- |
| 2009  | Grand Prix moto d'Indianapolis | Indianapolis Motor Speedway | Speedway             |
| 2009  | Grand Prix moto du Portugal    | Circuit d'Estoril           | Estoril              |
| 2010  | Grand Prix moto d'Espagne      | Circuit permanent de Jerez  | Jerez de la Frontera |
| 2010  | Grand Prix moto de France      | Circuit Bugatti             | Le Mans              |
| 2010  | Grand Prix moto d'Aragon       | Circuit Motorland Aragon    | Alcañiz              |

### Victoires en Moto2: 10
| Année | Lieu du Grand Prix                 | Circuit                               | Ville                |
| ----- | ---------------------------------- | ------------------------------------- | -------------------- |
| 2012  | Grand Prix moto d'Espagne          | Circuit permanent de Jerez            | Jerez de la Frontera |
| 2012  | Grand Prix moto de Grande-Bretagne | Circuit de Silverstone                | Silverstone          |
| 2012  | Grand Prix moto d'Aragon           | Circuit Motorland Aragon              | Alcañiz              |
| 2012  | Grand Prix moto d'Australie        | Circuit de Phillip Island             | Phillip Island       |
| 2013  | Grand Prix moto du Qatar           | Circuit international de Losail       | Doha                 |
| 2013  | Grand Prix moto de Catalogne       | Circuit de Catalogne                  | Barcelone            |
| 2013  | Grand Prix moto des Pays-Bas       | Circuit d'Assen                       | Assen                |
| 2013  | Grand Prix moto de Saint-Marin     | Misano World Circuit Marco Simoncelli | Misano Adriatico     |
| 2013  | Grand Prix moto d'Australie        | Circuit de Phillip Island             | Phillip Island       |
| 2013  | Grand Prix moto du Japon           | Circuit de Motegi                     | Motegi               |